# 丁堰站
丁堰站是常州地铁2号线的地铁站，位于中华人民共和国江苏省常州市武进区东方西路与智博路交叉口东侧，于2021年6月28日开通。

## 车站结构
丁堰站位于东方西路与智博路交叉口东侧，沿东方西路东西向设置，为地下二层岛式站台车站，车站长268米，标准段宽19.7米，车站地下一层为站厅层，地下二层为站台层，站台设置全高站台门。车站西侧设有一条出入段线，连通丁堰车辆段。
| G                 | 出入口 | 1、2、3、4出入口                                                                                          |
| B1                | 站厅   | 客服中心、自动售票机、验票机                                                                              |
| B2                | 站台   | \| \| \| █ 2号线往青枫公园（青洋路） \| \| 島式 · 開左邊车门 \| \| \| \| \| \| █ 2号线往五一路（潞城） \| |
|                   |        | █ 2号线往青枫公园（青洋路）                                                                               |
| 島式 · 開左邊车门 |        | |
|                   |        | █ 2号线往五一路（潞城）                                                                                   |

## 车站出口
丁堰站共设4个出入口，各出口及周围设施如下所示：
| 出口编号            | 照片 | 地点           | 可到达目的地                                   |
| ------------------- | ---- | -------------- | ---------------------------------------------- |
| 1 · 出口            |      | 东方西路（北） | 常州经开区小学，丁塘河湿地公园，蓝山湖体育馆   |
| 2 · 出口            |      | 东方西路（北） | 常州经开区初级中学，常州经济开发区刘海粟幼儿园 |
| 3 · 出口 · （设有） |      | 东方西路（南） |                                                |
| 4 · 出口            |      | 东方西路（南） | 常州市轨道交通发展有限公司运营分公司           |
| 图例： 设有         |      |                |                                                |

## 接驳交通

### 公交
| 東方路丁塘河西路 | 東方路丁塘河西路 | 東方路丁塘河西路 | 東方路丁塘河西路 | 東方路丁塘河西路 |
| 编号             | 路线             | 路线             | 路线             | 备注             |
| ---------------- | ---------------- | ---------------- | ---------------- | ---------------- |
| 9                | 经开区公交中心站 | ⇆                | 常州客运中心     |                  |

## 历史
车站建设时期工程名为丁塘河公园站，开通前确定以丁堰站作为车站正式名称。
- 2018年8月20日，车站主体结构封顶[4]。
- 2021年6月28日，车站随2号线通车一同开通[1]。
- 2022年
  - 3月18日，受新冠疫情影响，车站暂停运营[5]。4月3日，车站恢复运营[6]。
  - 7月26日，2号线区段进行声屏障施工，车站暂停运营[7]。9月1日，车站恢复运营[8]。